# François Michel Le Tellier de Louvois
François Michel Le Tellier, marchese di Louvois e conte di Tonnerre (Parigi, 18 gennaio 1641 – Versailles, 16 luglio 1691), fu il Segretario di Stato per la Guerra francese per una parte significativa del regno di Luigi XIV. Louvois e suo padre, Michel Le Tellier, avrebbero incrementato l'esercito francese a 400.000 soldati, un esercito che avrebbe combattuto quattro guerre tra il 1667 e il 1713. È comunemente noto semplicemente come "Louvois".

## Biografia

### I primi anni e la carriera
Louvois nacque a Parigi il 18 gennaio 1641, figlio di Michel Le Tellier, marchese di Barbezieux e cancelliere di Francia, e di sua moglie, Élisabeth Turpin, dei signori di Vauvredon. Louvois ricevette la propria istruzione direttamente da suo padre, che lo formò anche agli affari di stato. Il giovane, che ottenne la confidenza di Luigi XIV di Francia dal quale lo separavano solo alcuni anni, nel 1666, appena quindicenne, ottenne il diritto di succedere al padre come segretario di stato alla guerra, posto che occuperà solo dieci anni dopo (1666).
Il suo talento venne notato da Henri de La Tour d'Auvergne, visconte di Turenne, nell'ambito della guerra di devoluzione (1667–68), dove il maresciallo gli insegnò l'arte di provvedere agli eserciti. Dopo la firma della Pace di Aix-la-Chapelle, Louvois si dedicò interamente all'organizzazione dell'esercito francese. Negli anni tra il 1668 ed il 1672, fu tra gli alleati più fidati del Re Sole insieme a Colbert nonché uno degli attuatori della sua politica centrista. Nel 1674, fu lui a scoprire l'esistenza del complotto di Latréaumont.
Nel 1672 divenne Ministro di stato ed entrò nel Consiglio reale. Intrigò contro Jean-Baptiste Colbert (vedasi l'Affare dei veleni) ed ottenne il suo posto di sovrintendente alle costruzioni, alle arti e alle manifatture reali (1683), fatto che gli permise di prendere sotto il suo diretto controllo la direzione costruzione della reggia di Versailles. Nel 1689 convinse Luigi XIV della necessità di una seconda devastazione del Palatinato.

### La riorganizzazione dell'esercito francese

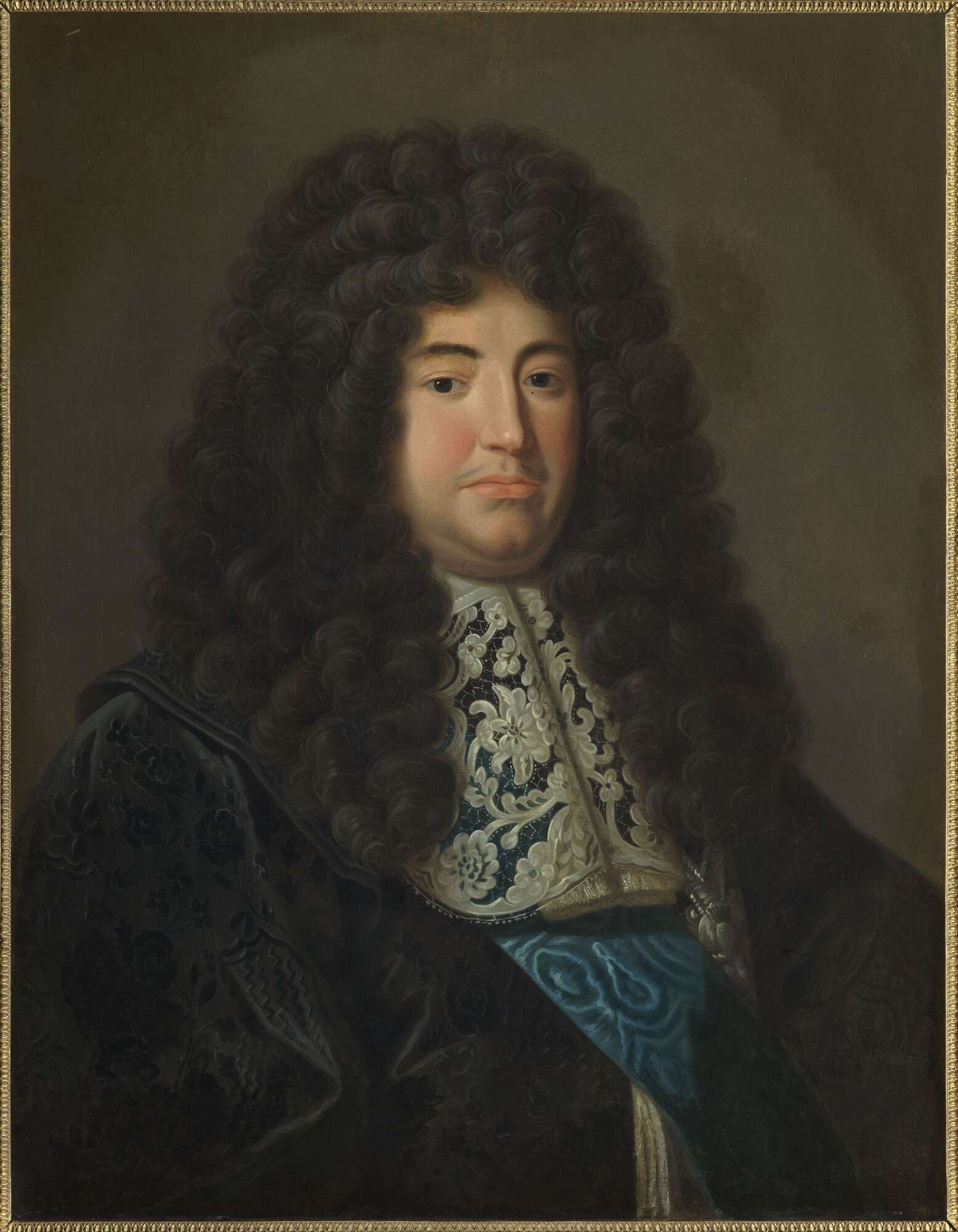
Ritratto del marchese di Louvois eseguito da Jacob Ferdinand Voet.

Come ministro della guerra del re di Francia, gerarchia e disciplina dell'esercito furono le principali preoccupazioni di Louvois. Nelle sue opere venne sempre supportato da Luigi XIV che intendeva riformare profondamente le sue armate rendendole sempre più moderne ed efficienti sul campo.
Pur non conscio di non poter invertire la rotta sulla vendita degli alti gradi militari, in particolare di quelli legati al possesso di reggimenti da parte di privati, si espresse comunque a favore di una linea dura per la repressione di abusi che regolarmente si verificavano nell'esercito. Egli si scagliò innanzitutto contro l'assenteismo di alcuni ufficiali, specie in periodo di guerra, dove era impensabile che interi reggimenti restassero senza guida di un ufficiale. Abolì anche la pratica del saccheggio che generalmente le truppe giustificavano come modo per ripagarsi delle paghe arretrate o dei ritardi nelle forniture, fornendo nel contempo un regolare servizio di paga. A questo si assommava il fatto che le forniture date all'esercito, generalmente erano di scadente qualità dal momento che gli ufficiali superiori tendevano a comprare materiale di seconda scelta coi fondi messi loro a disposizione dal governo, di modo da intascare poi la differenza. Louvois si scagliò quindi contro questi abusi, fornendo a nome dello stato tutto il necessario per le nuove reclute, di modo che esse fossero uniformate nelle uniformi e nelle dotazioni e che si potesse mettere fine a questa pratica.
Sempre a favore dei soldati francesi, fondò, a nome di Luigi XIV, l'Hôtel des Invalides a Parigi, istituzione della quale divenne direttore e amministratore generale e fu talmente legato a questa istituzione che vi si fece seppellire una volta morto.

#### LeDragonnades

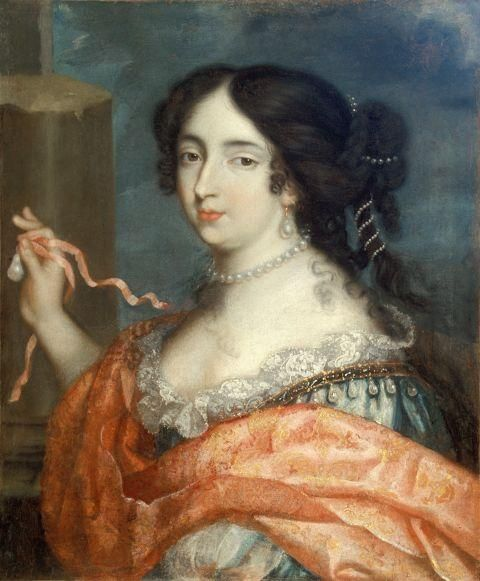
Madame de Maintenon, amante di Luigi XIV, fu una delle più fiere avversarie del marchese di Louvois e delle sue dragonnades

Sulla falsariga delle intenzioni politiche e religiose di Luigi XIV, Louvois organizzò il sistema delle dragonate, ovvero una serie di spedizioni punitive all'interno della Francia contro gli ugonotti per ottenere da questi delle conversioni forzate al cattolicesimo.
Queste operazioni vennero condotte sotto la supervisione di Louvois che utilizzò a tale scopo il corpo dei dragoni reali che giunsero a compiere dei veri e propri eccidi nei confronti di quei protestanti che opponevano resistenza alle conversioni forzate. Questi metodi, per quanto efficaci (portarono nel giro di breve alla scomparsa o all'emigrazione quasi totale di ugonotti e calvinisti dal suolo francese), erano solitamente giudicati come brutali e nello specifico misero il Louvois in difficoltà nei confronti di Madame de Maintenon, amante che Luigi XIV era sul punto di sposare, che si era invece dimostrata particolarmente tollerante nei confronti dei non cattolici dal momento che ella stessa era di fede calvinista, e che deprecava l'uso della violenza, specie se applicata per questioni religiose.

### La morte e la sepoltura

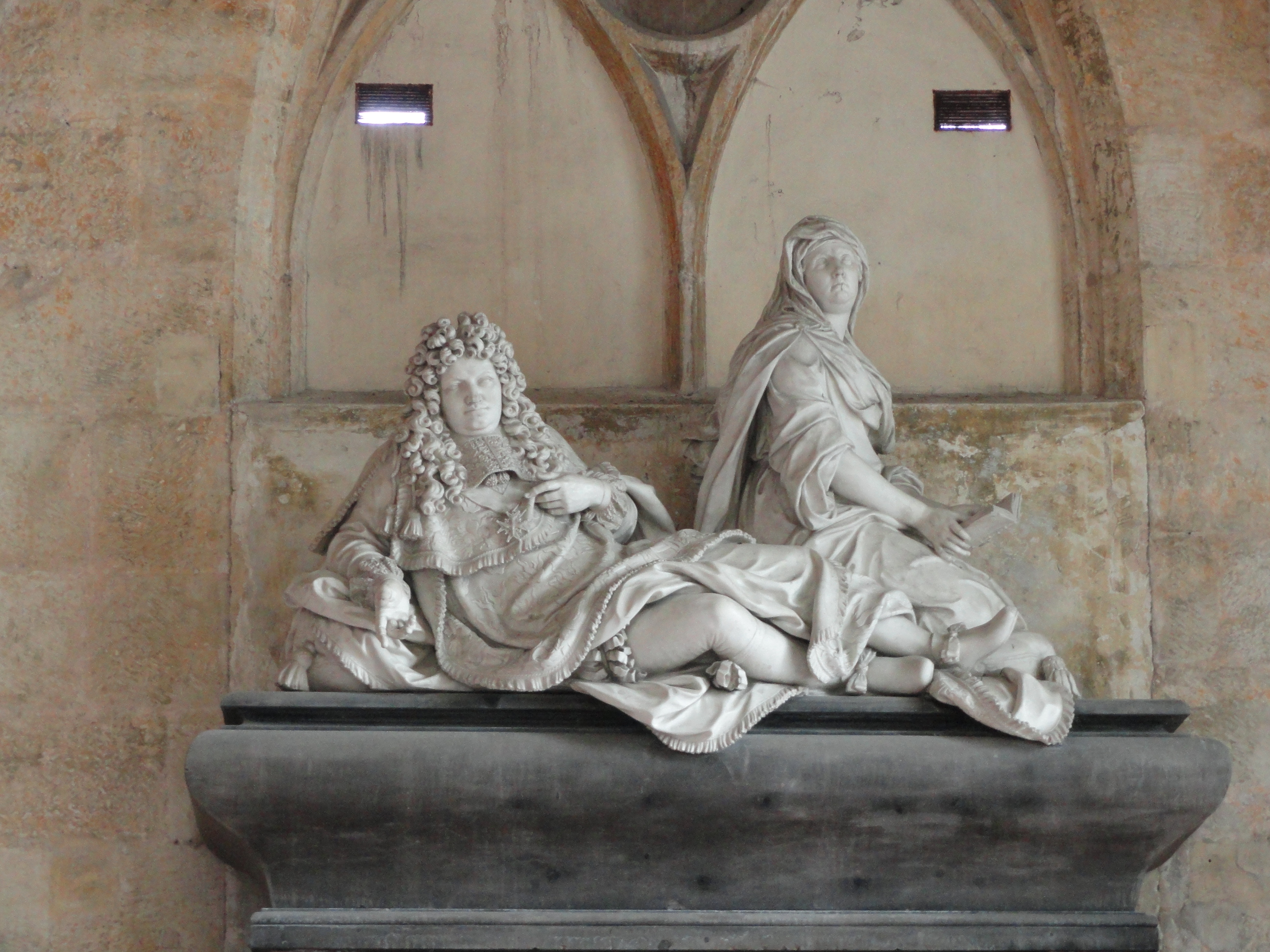
La tomba di Louvois all'Hôtel Dieu de Tonnerre. Il volto della statua è stato ricavato direttamente dalla sua maschera mortuaria.

Louvois morì mentre si trovava ancora in carica come ministro.
Voltaire nel 1751 scriveva a proposito della scomparsa del ministro della guerra di Luigi XIV: "non è vero che morì improvvisamente uscendo dal concilio, come è stato detto in tanti libri e biografie. Prese le acque di Balaruc e volle continuare a lavorare pur prendendole: questo indiscreto ardore di lavoro lo portò alla morte, nel 1691".
La morte improvvisa di François Michel Le Tellier, marchese de Louvois, avvenne infatti nei suoi appartamenti situati al primo piano dell'Hôtel de la Superintendance des Bâtiments du Roi nella reggia di Versailles, il 16 luglio 1691, all'età di cinquant'anni. La causa di morte venne riconosciuta essere "apoplessia polmonare". A proposito di questa diagnosi, nel 1984 il dottor Roger Rullière ha affermato che il ministro sarebbe morto precisamente a causa di un infarto del miocardio con edema polmonare acuto come suggerirebbero le osservazioni e la condotta di vita del soggetto, ma all'epoca la scienza non riuscì a identificare la patologia come di origine coronarica. La salma venne comunque sottoposta ad autopsia dal dottor Pierre Dionis, dal momento che il marchese de Louvois era il secondo di tre personaggi famosi morti improvvisamente alla corte di Luigi XIV dopo Jean-Baptiste Colbert de Seignelaye e prima di Filippo d'Orléans.
Due giorni dopo, Luigi XIV concesse alla vedova il permesso di seppellire il defunto all'Hôtel des Invalides, sotto la cupola della cappella reale di questa istituzione che Louvois aveva contribuito a fondare. Poiché la costruzione della cappella reale non era ancora terminata, il corpo fu deposto in una tomba nella chiesa di Saint-Louis-des-Invalides. Le viscere di Louvois vennero invece affidate ai reverendi padri del convento dei Cappuccini di Meudon, mentre il suo cuore è portato ai cappuccini di Parigi.
Il 22 gennaio 1699, cioè più di sette anni dopo la sua morte, le spoglie di Louvois vennero riesumate e trasferite, a mezzanotte, in una delle cappelle laterali della chiesa del nuovo convento dei cappuccini a Parigi, per espressa volontà del re o della famiglia. La vedova e i figli di Louvois si appellarono quindi al primo architetto del re, Jules Hardouin-Mansart per la realizzazione di una cappella per commemorare l'ex ministro di stato e accogliervi una splendida tomba realizzata su disegno dello stesso Mansart dagli scultori François Girardon (1628-1715), Corneille van Clève (1645/1646-1732) e Martin Desjardins (1637-1694), tutti e tre attivi alla Reggia di Versailles. Commissionata nel 1693 da Anne de Souvre, venne completata nel 1699 con un monumento funerario composto da un sarcofago stilizzato di marmo nero venato di bianco sormontato dalle effigi giacenti in marmo bianco della coppia Le Tellier de Louvois e fiancheggiata da due statue allegoriche in bronzo. La tomba, profanata durante la Rivoluzione, scampò ad ogni modo alla sua distruzione. Conservata nel deposito installato nell'ex Couvent des Petits-Augustins, la tomba fu ricomposta per essere esposta al Museo dei Monumenti Francesi, creato da Alexandre Lenoir e aperto al pubblico in loco dal 1795 al 1816, prima di essere restituita poi ai discendenti di Louvois. Dal 1819, la tomba è stata ricostruita e conservata presso l'Hôtel-Dieu de Tonnerre nell'Yonne.
In una lettera di François Michel Le Tellier de Louvois datata al 19 luglio 1669, si trova il primo accenno all'uomo della maschera di ferro.

## Proprietà

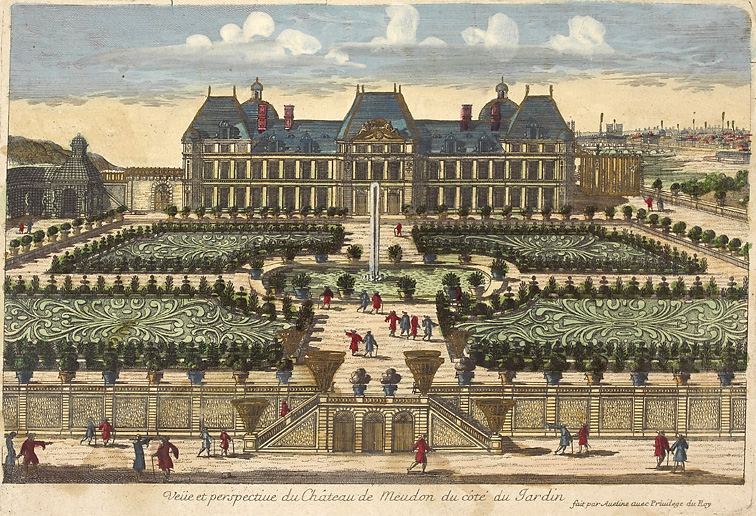
La facciata del castello di Meudon gittante sul giardino dopo i rifacimenti del Louvois.

Nel 1662, in occasione del suo matrimonio, François Michel Le Tellier de Louvois ricevette in dote il castello di Louvois, nella Marna, dal padre Michel Le Tellier, il quale lo aveva acquistato nel 1656. Da quel momento assunse il titolo di marchese de Louvois.
A Parigi possedeva l'Hôtel de Louvois su rue de Richelieu (oggi distrutto).
Il 27 aprile 1678 acquistò il castello di Montmirail coi diritti ad esso annessi da Renée-Julie Aubéry, duchessa di Noirmoutiers.
Nel 1679, acquistò il castello di Meudon in seguito alla morte di Abel Servien. Per il potente ministro, la posizione di Meudon era ideale, a giusta distanza tra Versailles e Chaville, dove si trovava la tenuta di famiglia. Sul castello intraprese una serie di sviluppi grandiosi: lo fece abbellire, realizzò un sistema idraulico all'interno della foresta di Meudon e creò un parco stupendo che venne poi chiamato le Potager du Dauphin.
Tra il 1683 ed il 1685 acquistò il castello di Ancy-le-Franc da François-Joseph de Clermont.
Il 14 febbraio 1688, acquistò il castello di Montfort in Borgogna da un discendente della famiglia Orange-Nassau per 62.000 livres.

## Matrimonio e figli

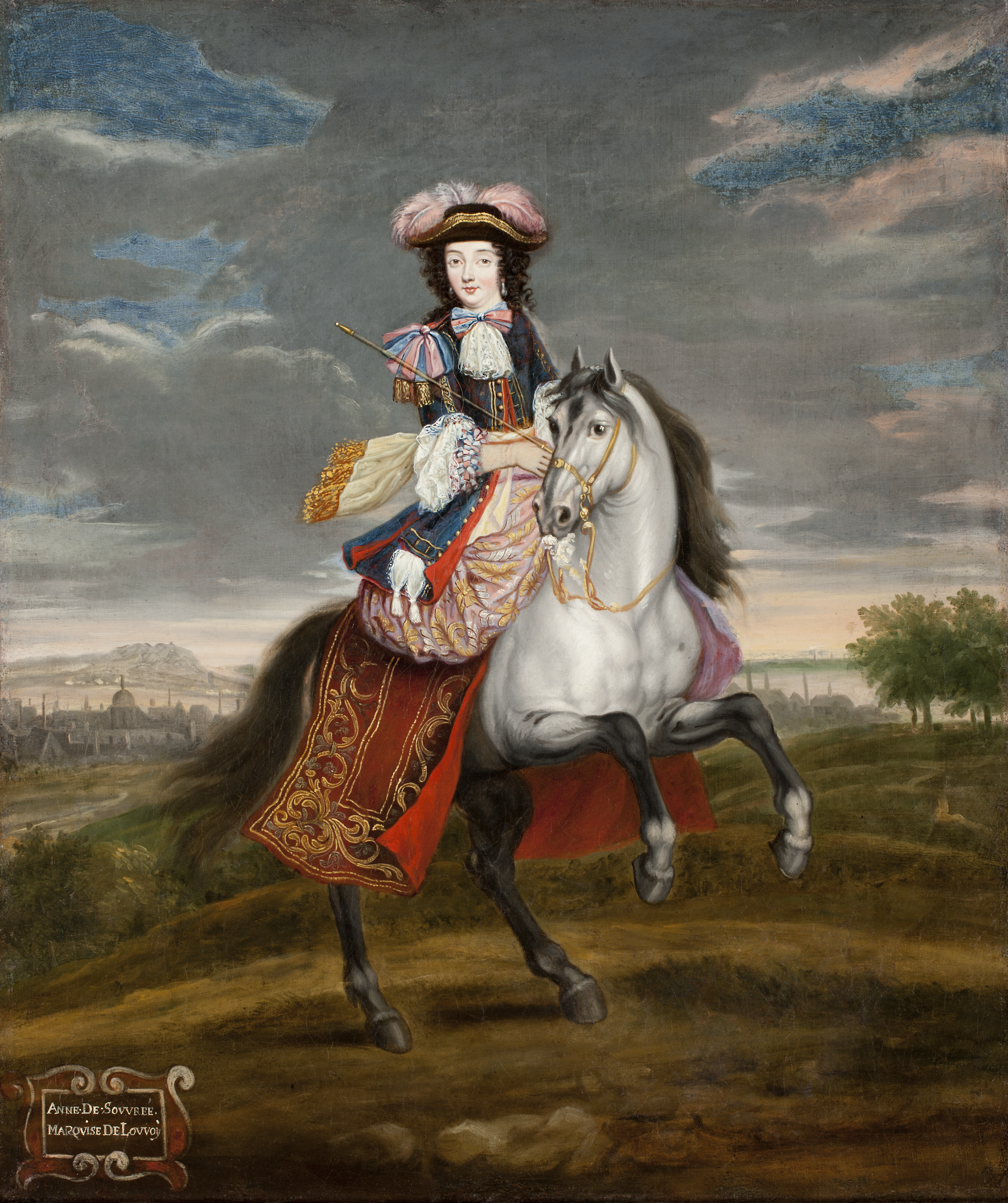
Ritratto di Anne de Souvré, 1670 c.

François Michel Le Tellier de Louvois sposò Anna de Souvré, marchesa di Courtenvaux, dalla quale ebbe sei figli:
- Michele-François, marchese di Courtenvaux;
- Magdalene Charlotte (1665 – 1735), andata sposa a Francesco VIII di La Rochefoucauld, duca di La Roche-Guyon (1663–1728);
- Louis-Nicolas, marchese di Souvré;
- Louis Françoise Marie (1668 – 1701), marchese di Barbizieux;
- Camille (1675 – 1718), dotto uomo di Chiesa, dottore alla Sorbona all'età di 25 anni, membro dell'Accademia delle Scienze dal 1706;
- Marguerite, andata sposa a Louis Nicolas de Neufville de Villeroy, marchese d'Alincourt.

## Araldica
| Stemma | Descrizione                                    | Blasonatura |
|        | François Michel Le Tellier Marchese di Louvois | D'azzuro, a tre lucertole d'argento poste in palo; capo di rosso caricato di tre stelle d'oro. Ornamenti esteriori da marchese. Cavaliere dell'Ordine dello Spirito Santo. |